# تله‌تئاتر

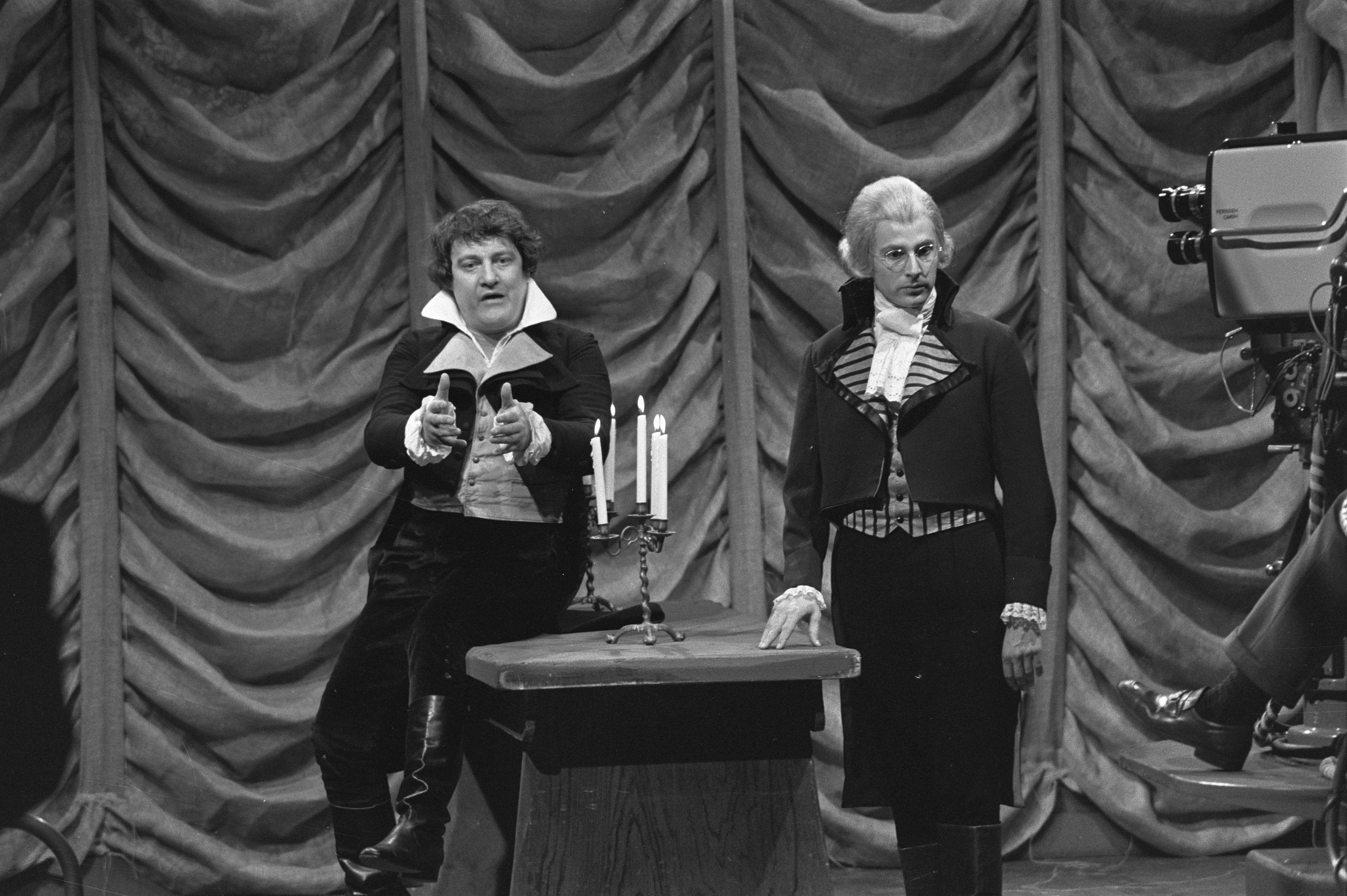
صحنه‌ای از نمایشنامهٔ مرگ دانتون اثر گئورگ بوشنر که به شکل یک تله‌تئاتر از تلویزیون در هلند پخش شده بود، ۱۹۷۰.

تله‌تئاتر (فرانسوی: Téléthéâtre‎) به یک برنامه تلویزیونی گفته می‌شود که یک نمایش تئاتر را از تلویزیون پخش می‌کند. از دههٔ پنجاه میلادی در انگلستان پخش اولین تله تئاترها آغاز شد. تله تئاتر یا نمایش تلویزیونی به اثری گفته می‌شود که ضمن دربرداشتن ویژگی‌های اصیل و کلاسیک؛ یعنی داشتن متن (نمایشنامه)، گفتگو (دیالوگ)، عمل (بازی) و شخصیت (کارکترهای نمایشی) با بهره‌گیری از امکانات تکنیکی رسانه تلویزیون که شامل دوربین (نماها)، مونتاژ (تنوع و ترکیب نماها) و دکور (استودیو یا صحنه‌های طبیعی) است، در قالب نمایشی که با نیازها، ظرافت‌ها، خواست‌ها و قالب تلویزیون تنظیم شده، اجرا و ضبط می‌شود. این ساختار (که مختص تلویزیون است) باید منطبق با زبان و ویژگی‌های این رسانه تعریف شود، که غیر زنده بودن، دارای زمان تعریف شده و محدود، سریع، عمومی و تکنیکی بودن است.

## گونه‌ها
تله‌تئاتر برا پایهٔ شیوهٔ ارائه بر چهار نوع است:
1. تئاتر صحنه‌ای که عیناً در محل اجرا برای پخش از تلویزیون ضبط می‌شود.
2. اجرای صحنه‌ای که بدون تغییر و دستکاری زیاد در استودیو ضبط می‌شود.
3. اجرای تلویزیونی متن تئاتری که بر اساس ویژگی‌های رسانه تلویزیون تغییراتی در متن نمایشنامه و میزانسن ایجاد می‌شود. (تله پلی)
4. اجراهایی که بر اساس تله‌پلی - متن نمایشی مختص تلویزیون شکل می‌گیرد.[۳]

## بر پایه کشور

### ایالات متحدهٔ آمریکا
در آمریکا، از ۱۹۴۸ تا ۱۹۶۱، دورهٔ اوج تله تداتر در آمریکا بود، دوره ای که به آن عصر طلایی تلویزیون می‌گویند.

### بریتانیا
از دهه ۱۹۵۰ تا اوایل دهه ۱۹۸۰، نمایش تلویزیونی یک ژانر برنامه‌سازی تلویزیونی در بریتانیا بود. این ژانر اغلب با سبک درام واقع‌گرایی اجتماعی که به نام «مکتب واقع‌گرایی ظرفشویی» شناخته می‌شد، مرتبط بود و به مسائل اجتماعی خانواده‌های طبقه کارگر می‌پرداخت. برنامه‌هایی مانند Armchair Theatre (شبکه ABC، سپس Thames، ۱۹۵۶–۱۹۷۴)، The Wednesday Play (شبکه BBC، ۱۹۶۴–۱۹۷۰) و Play for Today (شبکه BBC، ۱۹۷۰–۱۹۸۴) به‌دلیل کیفیت خود مورد تحسین منتقدان قرار می‌گرفتند.

### روسیه

#### اتحاد جماهیر شوروی
در اتحاد جماهیر شوروی، نمایش‌های تلویزیونی که فقط به‌صورت پخش زنده تولید می‌شدند، از سال ۱۹۳۸ تا اوایل دهه ۱۹۵۰ ساخته می‌شدند. بعدها این نمایش‌ها با استفاده از فناوری کینسکوپ ضبط شدند. این ژانر در اواسط دهه ۱۹۸۰ کنار گذاشته شد.

#### فدراسیون روسیه
از سال ۲۰۰۰ به این سو تلاشهایی برای احیای این ژانر با ساخت چند تله تئاتر جدید آغاز شده است.